# 루카스 빈트라
루카스 빈트라(그리스어: Λουκάς Βύντρα, 1981년 2월 5일, 메스토알브레히티세 ~)는 그리스의 전 축구 선수로, 현역 시절 주로 센터백으로 활약하였다.

## 유년 시절
체코슬로바키아 메스토알브레히티세 출신으로, 체코계 아버지와 그리스계 어머니를 두고 있다. 빈트라는 유년 시절에 어머니의 고향인 그리스로 이주하였다.

### 파닐리아코스
빈트라는 1999년에 파닐리아코스와 첫 프로계약을 체결하였다. 그는 2000-01 시즌에 3부 리그의 베리아로 임대되어 1군 데뷔를 하였다. 시즌 종료 후, 파닐리아코스로 복귀한 그는 빠른 시일내에 주전 자리를 꿰찼고, 팀이 2002-03 시즌에 알파 에트니키로 승격되는데 도왔다. 그리스 1부 리그에서 데뷔시즌에, 빈트라는 파닐리아코스 소속으로 2003-04 시즌의 처음 15경기에 출전하였다.

### 파나티나이코스
파나티나이코스는 빈트라의 잠재성을 빠르게 확인하여 2004년에 그를 아테네로 데려왔다. 클럽에서 즉각적인 인상을 심으면서, 빈트라는 녹백 유니폼을 입은 첫 시즌부터 파나티나이코스의 주전이 되었다. 클럽에서의 성공에도 불구하고, 빈트라는 수비에서의 꾸준함 부족으로 자주 지적을 받았다. 그에도 불구하고, 빈트라는 파나티나이코스 후방 방어선에서 유연한 모습을 보였는데, 그는 우측과 중앙의 위치를 전환하며 경기에 임하였다. 2004년 9월 29일, 그는 0-1로 패한 PSV와의 UEFA 챔피언스리그 경기에서 유럽대항전 첫 경기를 치르었다.
2007년 여름, 헤르타 BSC는 이 선수를 영입하기 위해 접근하였으나, 파나티나이코스는 그의 적합한 대체자가 나타나기 전까지 매각하지 않을 의사를 보냈다. 비록 그는 노력형 선수로 우수한 태클과 마킹 능력을 지니고 있었기에 그의 팀에 역임한 사령탑은 그를 선발 명단에 올렸으나, 안정감 부족은 그를 비난의 대상으로 만들었고, 주로 파나티나이코스가 근래 우승하지 못하는 것으로 인해 야기되었다. 그러나, 그의 신임 감독인 헹크 텐 카터 감독은 빈트라를 2008-09 시즌 동안 센터백으로 중용하였고, 그의 자신감을 올리기 위해 많은 지지를 하였다. 비록 수비의 중심은 팀의 문제로 남아 있었으나, 빈트라는 팬들로부터 더 많은 존경과 지지를 받게 되었다. 국내 더블을 기록했던 2009-10 시즌, 그는 주축 선수들 중에 하나로 팀이 잊지 못할 시즌을 보낼 수 있도록 도왔고, 유럽대항전 50경기 출장 기록을 세웠으며; 2010년 FIFA 월드컵에서도 그리스가 참가한 3번의 경기에 모두 출전하였다.
빈트라는 파나티나이코스에서 수비형 미드필더나 라이트 백으로 주로 기용되었고, 더 최근에는 중앙 수비로 위치를 변경하였다. 그는 2008년에 몇 경기를 레프트 백으로 출전하기도 하였다. 그의 범용성 외에도, 그는 민첩한 수비수들 중 한명으로, 밀착 마킹과 태클 능력이 뛰어나다.
헹크 텐 카터 파나티나이코스 감독은 경질되면서 그리스 스포츠 웹사이트의 인터뷰를 통해 다음 질문을 받았다: "당신이 유럽의 대형 구단 사령탑으로 취임할 경우, 파나티나이코스로부터 새로 취임한 클럽으로 어느 선수를 추천할 수 있다고 생각합니까?" 그의 답은 "단 한명: 빈트라입니다. 그는 수비형 미드필더나 라이트 혹은 레프트 백으로 활약할 수 있고, 중앙 수비수로도 출전할 수 있으며, 민첩하고, 공중 경합을 잘하며, 수비수로써는 우수한 기술적 능력을 겸비하고 있으며, 전술 이해도가 높습니다. 감독이 그에 대해 질문할 것이 무엇이 더 있겠습니다? 그는 오랜 기간 동안 지속적이고, 부당한 비난을 받아가면서도 꿋꿋히 제 몫을 한 배짱이 있습니다." 언론들로부터 실수가 많은 선수로 묘사된 빈트라의 최고 장점은 선천적인 운동신경이었다: 그는 모든 체력 시험에서 팀 동료를 능가하였고, 지치지 않으며, 단 한차례도 부상당하지 않았다.
2004-05 시즌, 그는 두 차례의 기억에 남을 득점을 기록하였는데, 1골은 아스널과의 UEFA 챔피언스리그 경기에서, 다른 한골은 세비야와의 UEFA컵에서였다. 그는 2009년 2월 8일 PAOK와의 수페르리가 엘라다 라이벌에서도 2번의 중요한 득점을 성공시켰다. 두 시즌 후인 2010년 10월 16일, 그는 PAOK와의 경기에서 또다시 환상적인 결승골을 득점하였다.

### 레반테
2013년 초, 빈트라는 파나티나이코스 경기에 자주 출전하지 못하였고, 새 구단을 물색하고 있었다. 그러나, 그는 팬이 역적을 찾아 비난하지 않을 팀을 수색하고 있었다. 이것은 이번에 그가 해외로 대안을 찾는 이유일 수도 있었다. 그 이유로, 그는 감독과 해외의 클럽과 계약을 할 수 있을지 상의를 하였고, 안데를레흐트는 즉시 그를 주시하기 위해 스카우트를 파견하였다. 2012-13 시즌 와중, 그는 스페인 클럽 레반테와 1년 반의 계약을 체결하였다. 그는 시즌 말에 기간을 연장하였다. 2014년 1월 19일, 그는 1-1로 비긴 바르셀로나와의 경기에서 이적 후의 1호골을 득점하였다. 빈트라는 10분에 안드레아스 이반시츠의 크로스를 받아 빅토르 발데스를 넘어 낮게 깔은 헤딩을 성공시키며 레반테에서 최고의 시작을 끊게 하였다. 2014년 1월 25일, 레반테는 강팀 세비야를 상대로 산체스 피스후안에서 흥미진진한 경기 끝에 3-2의 깜짝 승리를 쟁취하는 기염을 토하였고, 빈트라는 경기에서 실점 3분만에 안드레아스 이반시츠의 코너킥을 헤딩으로 동점골을 삽입하였다. 열흘 후, 코파 델 레이 8강 2차전에서, 레반테는 빈트라의 초반에 박스 내로 쇄도해 하단 구석으로 헤딩을 성공시키면서 스페인 챔피언에 충격을 안겼으나, 30분도 채 되지 않아 바르셀로나에게 동점골을 실점하여 1-5로 패하였고, 합계 2-9로 밀렸다.
2014년 5월 4일, 아틀레티코 마드리드가 UEFA 챔피언스리그 결승전 진출을 이룩한 며칠 후, 레반테는 지친 아틀레티코를 상대로 체력적 우위를 잡았고, 리그 선두를 상대로 2-0의 인상적인 승리를 챙겼다. 아틀레티측 또한 두 차례 동점골에 근접한 순간이 있었다. 한 번은 63분 필리피 루이스로부터 나왔고, 그는 페널티 박스 바로 안쪽에서 슛을 날렸으나, 5.5m 근방에서 루카스 빈트라에 막혔다. 그리스 수비수는 이 경기 승리의 수훈갑이었다.

## 국가대표팀 경력
빈트라는 그리스를 대표로 2004년 하계 올림픽에 출전했었다.
2005년 6월 8일, 0-1로 패한 우크라이나와의 2006년 FIFA 월드컵 예선 홈경기에서 그리스 국가대표팀으로 데뷔하였다. 그는 독일에서 열린 2005년 FIFA 컨페더레이션스컵 선수 명단에 이름을 올렸다. 그를 국가대표 지위를 유지시킬 수 있도록 한 것은 출전할 의지로, 오토 레하겔 감독은 몇 차례 치명적인 실수에도 불구하고 빈트라를 차출하기로 결정하였다. 그에도 불구하고, 빈트라는 국가대표팀에서 최고의 후보 선수로, 그리스 국가대표팀에게 그의 민첩함은 유용했다. 빈트라는 페르난두 산투스 그리스 국가대표팀 감독의 30인 예비 월드컵 명단을 통해 차출되었으며, 결국에는 2014년 FIFA 월드컵에 참가할 최종 23인 엔트리에 들었다.

## 경력 통계
| 클럽           | 시즌      | 리그 | 리그 | 컵   | 컵 | 유럽 | 유럽 | 합계 | 합계 |
| 클럽           | 시즌      | 출장 | 골   | 출장 | 골 | 출장 | 골   | 출장 | 골   |
| -------------- | --------- | ---- | ---- | ---- | -- | ---- | ---- | ---- | ---- |
| 파닐리아코스   | 1999-00   | 4    | 0    | 0    | 0  | 0    | 0    | 4    | 0    |
| 베리아         | 2000–01   | 24   | 0    | 0    | 0  | 0    | 0    | 24   | 0    |
| 파닐리아코스   | 2001–02   | 26   | 2    | 1    | 0  | 0    | 0    | 27   | 2    |
| 파닐리아코스   | 2002–03   | 29   | 2    | 1    | 0  | 0    | 0    | 30   | 2    |
| 파닐리아코스   | 2003–04   | 8    | 0    | 1    | 0  | 0    | 0    | 9    | 0    |
| 파나티나이코스 |           |      |      |      |    |      |      |      |      |
| 2003–04        | 5         | 0    | 3    | 0    | 0  | 0    | 8    | 0    |      |
| 2004–05        | 27        | 0    | 3    | 0    | 7  | 1    | 37   | 1    |      |
| 2005–06        | 23        | 0    | 1    | 0    | 6  | 0    | 30   | 0    |      |
| 2006–07        | 26        | 0    | 6    | 0    | 8  | 0    | 40   | 0    |      |
| 2007–08        | 23        | 0    | 1    | 0    | 7  | 0    | 31   | 0    |      |
| 2008–09        | 30        | 2    | 3    | 0    | 12 | 0    | 45   | 2    |      |
| 2009–10        | 24        | 4    | 5    | 0    | 13 | 1    | 42   | 5    |      |
| 2010–11        | 31        | 2    | 3    | 2    | 6  | 0    | 40   | 4    |      |
| 2011–12        | 24        | 0    | 2    | 1    | 4  | 0    | 30   | 1    |      |
| 2012–13        | 14        | 2    | 1    | 0    | 9  | 0    | 24   | 2    |      |
| 레반테         | 2012–13   | 15   | 0    | 0    | 0  | 0    | 0    | 15   | 0    |
| 레반테         | 2013-14   | 33   | 2    | 5    | 1  | 0    | 0    | 38   | 3    |
| 경력 합계      | 경력 합계 | 366  | 16   | 36   | 4  | 75   | 2    | 477  | 22   |

## 수상
파나티나이코스
- 수페르리가 엘라다: 2003-04, 2009-10
- 그리스 컵: 2003-04, 2009-10